# Siever Johanna Meyer-Abich
Siever Johanna Meyer-Abich (geborene Siever Johanna Berghaus; * 10. August 1895 in Oldeborg; † 18. März 1981 in Hamburg) war eine deutsche Schriftstellerin.

## Leben
Die Tochter von Jann Berghaus erwarb 1915 die Lehrbefähigung für Volks- und Mittelschulen. Sie heiratete Adolf Meyer-Abich und hatte mit ihm fünf Kinder, darunter Klaus Michael und Helmut. Sie schrieb für das Hamburger Abendblatt und übersetzte Romane von Walter Scott und Honoré de Balzac.

## Schriften (Auswahl)
- Honoré de Balzac: Vater Goriot. Hamburg 1928, OCLC 254936466.
- Walter Scott: Die Braut von Lammermoor. Hamburg 1928, OCLC 254282408.
- Forsetesland. Roman. Stuttgart 1950, OCLC 251072767.
- Foelke Kampana. Norden 1991, ISBN 3-922365-87-6.